# Elezioni amministrative in Italia del 1987
Nel 1987 si votò in Italia per il rinnovo di alcuni consigli comunali. In alcuni comuni si votò il 14 e il 15 giugno, in contemporanea con le elezioni politiche dello stesso anno, mentre a Santhià si votò l'1 e il 2 febbraio.

## Risultati nei comuni capoluogo

### Napoli
| Liste                                                  | Voti    | %     | Seggi |
| ------------------------------------------------------ | ------- | ----- | ----- |
| Democrazia Cristiana (DC)                              | 212.082 | 30,43 | 26    |
| Partito Comunista Italiano (PCI)                       | 160.372 | 23,01 | 19    |
| Partito Socialista Italiano (PSI)                      | 106.772 | 15,32 | 13    |
| Movimento Sociale Italiano - Destra Nazionale (MSI-DN) | 70.723  | 10,15 | 8     |
| Partito Socialista Democratico Italiano (PSDI)         | 45.671  | 6,55  | 5     |
| Partito Repubblicano Italiano (PRI)                    | 38.188  | 5,48  | 4     |
| Partito Radicale (PR)                                  | 19.793  | 2,84  | 2     |
| Partito Liberale Italiano (PLI)                        | 18.071  | 2,59  | 2     |
| Democrazia Proletaria (DP)                             | 10.130  | 1,45  | 1     |
| Lista Verde                                            |         | 0,90  | -     |
| Altri                                                  |         | 1,30  | -     |
| Totale                                                 | 697.062 |       | 80    |